# Fausto de Riez
Fausto de Riez (Faustus Regiensis) Britania ca. 410- Riez ca. 495, obispo de Riez y abad de Lérins (en el sur de las Galias, actual Riviera Francesa), es el más conocido y distinguido de los defensores del semipelagianismo.

## Biografía

### Nacimiento
Por sus  corresponsales Sidonio Apolinar y Avito, se sabe que era de origen britano, lo que puede indicar su nacimiento en la isla de Britania o bien, como sostiene Sabine Baring-Gould, en Bretaña. 

#### Leyenda
Según la Historia Brittonum de Nennio, era hijo de una unión incestuosa entre el rey  Vortigern y su única hija (quizás lo confunde con Vortipor, al cual Gildas acusa del mismo crimen). La misma fuente sostiene que fue bautizado y educado por san Germán de Auxerre, quien visitó la isla en 429.

### Carrera eclesiástica
Se conoce poco sobre su juventud, aparentemente fue bautizado por Sidonio Apolinar, y  en 432 o 433 llegó a ser abad de Lérins y en 460 o 462, obispo de Riez. Hacia 475 asistió a los sínodos de Arlés y de Lyon en contra de los predestinacianos.
Combatió el arrianismo y el macedonianismo, por lo que el rex Flavio Eurico (arriano) lo condenó al destierro, donde pasó ocho años. También atacó la creencia en la predestinación acerca de la cual escribió un Tratado de la gracia y del libre albedrío. Escribió otro tratado acerca de la divinidad del Espíritu Santo.
En su obra adoptó las posiciones de Juan Casiano y Vicente de Lérins sobre la gracia y el libre albedrío. Fausto sostuvo, además, que el alma humana así como la de los ángeles eran, en cierto sentido, corporales, pues ocupaban un lugar material. Sólo Dios era un espíritu puro.

## Obras
Además de los dos tratados teológicos mencionados, Fausto dejó sermones y cartas. Tradicionalmente, solo se reconocen como de su autoría ocho sermones, pero modernamente se le atribuyen la totalidad o al menos una parte de la colección de sermones llamada: el Eusebio galicano (setenta y seis textos).
Sus cartas conservadas son diez, incluidas cinco dirigidas a Ruricio de Limoges.

## Legado
La oposición a Fausto no se desarrolló totalmente durante su vida, muriendo con una merecida fama de santidad, motivo por el cual es venerado como santo.
Fue condenado póstumamente, como representante del semipelagianismo, por el Concilio de Orange (529). Fulgencio de Ruspe, escribió un tratado  titulado Contra Faustum Reiensem libri septem.